# Dragomlja vas
Dragomlja vas je naselje v Občini Metlika.
Iz ene strani jo obdajajo Krče, Gmajnska loza in Kostanevje z listnatimi gozdovi, z druge predela Devše in Mekote zasajene z vinogradi. Številni manjši peskokopi in brezovi gaji se nahajajo na grebenu Golcev, ki ločujejo vas od Lokvice. Vas ima nekaj zaselkov.
V vasi stoji kapelica, ki so jo ponovno postavili leta 2003, kajti prva je bila porušena leta 1953 zaradi izgradnje vaškega vodnjaka. Oltar je do izgradnje nove počival v farni cerkvi. V vasi je tudi gasilski dom. Prvi, ki je služil kot vaška hiša je bil porušen, vendar je bil leta 1978 zgrajen novi. V vasi je ohranjenih nekaj starih hiš in spomenikov. V Kokošcu je nogometno igrišče.
Prebivalci se ukvarjajo s kmetijstvo, značilno je predvsem vinogradništvo.